# Abelkader El Brazi
Abdul Kader Al-Brazi, conhecido como Abelkader El Brazi ou Abdelkader El Brazi (Berkane, 5 de novembro de 1964 — Rabat, 24 de janeiro de 2014) foi um futebolista marroquino que atuava como goleiro.

## Carreira
Defendeu apenas uma única equipe em sua carreira: o FAR Rabat, entre 1988 e 1998. Participaria também da Copa de 1998, como reserva de Driss Benzekri, apesar de usar a camisa 1. Se aposentou dos gramados após o torneio.

## Falecimento
El Brazi faleceu em Rabat, aos 48 anos, vitimado por um câncer que o prejudicava durante vários anos e que o deixaria em coma até sua morte. Foi sepultado em sua cidade natal.